# مناورات (فلم)
مناورات (بالإنجليزية: WarGames) هو فيلم خيال علمي أمريكي صدر في 1983 من تأليف لورانس لاسكر ووالتر إف باركس وإخراج جون بادهام. الفيلم من بطولة ماثيو برودريك وآلي شيدي ودابيني كولمان وجون وود وباري كوربن.
يتبع الفيلم ديفيد لايتمان (برودريك)، فتى مراهق يدخل بغير قصد إلى حاسوب فائق للجيش الأمريكي مبرمج للتنبؤ بالنتائج المحتملة للحرب نووية.
حقق الفيلم نجاح في شباك التذاكر، مع ميزانية 12 مليون $، وأرباح وصلت إلى 79,567,667$ بعد خمسة أشهر من صدوره في الولايات المتحدة وكندا. رشح الفيلم لثلاثة جوائز أوسكار؛ أفضل تصوير سينمائي وأفضل أصوات وأفضل سيناريو أصلي. في 29 يوليو، 2008، صدر جزء ثاني مباشرة إلى أقراص دي في دي تحت اسم "WarGames: The Dead Code".

## الروابط الخارجية
- الموقع الرسمى
- مقالات تستعمل روابط فنية بلا صلة مع ويكي بيانات
- IMSAI الكمبيوتر المستخدمة في الفيلم
- المادة استعادي في مجلة السلكي